# Зволе
Зволе (хол. Zwolle, слушајⓘ) је главни град холандске провинције Оверејсел. Град се налази на око 80 km североисточно од Амстердама. У Зволеу живи око 125.000 становника.

## Историја
Град на овом месту су око 800. основали фризијски трговци и војници Карла Великог. Име града је изведено од речи Суоле, што значи „брдо“. Брдо се односи на мало узвишење између четири градске реке (највећа од њих је Ејсел), које би једино остало над водом за време поплава. Зволе се први пут помиње у документима 1040. као место где се налази црква Светог Михаила. Ова црква (Sint Michaël) постоји и дан данас. 
Бискуп Утрехта је 31. августа 1230, доделио градске привилегије Зволеу. Град је постао члан Ханзе 1294. У пожару 1324. страдао је цео град и преостало је само девет грађевина. 
Највеће благостање овај град је доживео у 15. веку. Између 1402. и 1450, приходи грађана су се увећали 6 пута.
Почетком 20. века, Зволе је био центар речне трговине, нарочито рибом, и центар сточне трговине. У граду се прерађивао памук, гвожђе, и израђивали бродови, фарбе и конопци.

### Плавопрсти
Грађани Зволеа имају надимак „Плавопрсти“ (Blauwvingers). Ово име потиче од легенде о томе како је Зволе продао своја градска звона суседном граду Кампену. Прича каже да су звона плаћена гомилом ситног бакарног новца који су грађани Зволеа пребројавали док им прсти нису поплавили.

## Становништво
Према процени, у граду је 2008. живело 105.801 становника.
| 1980.  | 1990.  | 2000.   | 2008.   |
| ------ | ------ | ------- | ------- |
| 82.190 | 94.131 | 105.801 | 116.265 |

## Партнерски градови
- Вологда
- Калињинград
- Линен

## Галерија
- Зволе
- Градска синагога
- Сателитска слика града
- Канал Торбеке
- Градска већница